# Antun Masle (novinar)
Antun Masle (Bar, 24. studenoga 1956. – Dubrovnik, 7. kolovoza 2022.), hrvatski novinar.

## Životopis
Nakon prvih novinarskih dana u omladinskom tisku prelazi u Dubrovački vjesnik. Godine 1988. započinje s radom u Slobodnoj Dalmaciji kao športski novinar, a rad nastavlja kao izvjestitelj s dubrovačkoga ratišta na kojem je napravio niz reportaža tijekom 1991. i 1992. godine. Radio je za politički tjednik Globus za koji je izvješćivao iz svih velikih kriznih žarišta svijeta.
Dana 20. travnja 1999. zarobila ga je Vojska Jugoslavije i pod optužbom za špijunažu dva mjeseca držala u zatvoru u Spužu. Glumio je napad žuči, prebačen u vojnu bolnicu iz koje je uspio pobjeći kroz prozor. Te 1999. godine bio je predložena i za novinara godine Hrvatskoga novinarskog društva.
Prvi je hrvatski novinar koji je izvještavao iz New Yorka nakon terorističkih napada 11. rujna 2001. Nakon toga je pošao u Afganistan pratiti američku intervenciju nakon terorističkih napada. Dulje je vrijeme proveo i u Iraku tijekom 2003. godine odakle hrvatskim medijima šalje ratna izvješća. U više je navrata izvještavao tijekom sukoba u Bliskoistočnom kriznom žarištu. Bavio se istraživanjem afera u Domovinskom ratu i nakon njega te slučajevima korupcije. Intervjuirao je neke od poznatijih svjetskih političara i poslovnih ljudi. Godine 2006. započeo je s radom na mjestu urednika informativnog programa Nove TV. Za petogodišnjeg rada tom mjestu Novu TV profilira u jedan od uglednih kanala u Hrvatskoj. Godine 2012. vraća se u Dubrovački vjesnik, a 2017. godine preuzima dužnost glavnog urednika lista.
Dana 12. kolovoza 2022. pokopan je na Groblju Bobinovo.

## Nagrade i priznanja
Godine 2017. dobio je godišnju nagradu za novinarstvo na tradicionalnoj dodjeli nagrada za umjetnost, znanost i novinarstvo Slobodne Dalmacije.